# Pietro Rovelli
Pour les articles homonymes, voir Rovelli.
Pietro Rovelli (Parme, 6 février 1793 – Bergame, 8 septembre 1838) est un des distingués violonistes des premières années du XIXe siècle. 

## Biographie

### Famille
Issu d'une famille de musiciens italiens, Pietro Rovelli est un disciple de Rodolphe Kreutzer, avec qui il étudie à Paris. Son père, Alessandro, dirigeait l'orchestre de Weimar et un autre membre de la famille, Giuseppe, était violoncelliste à la cour de Parme, où Pietro est né. Son grand-père Giovanni Battista Rovelli, était premier violon dans l'orchestre de la basilique Sainte-Marie-Majeure à Bergame.

### Carrière
Rovelli compte parmi les plus grands virtuoses du violon de son temps (Niccolò Paganini disait : « Moi, le premier et après, Rovelli »), opinion qui trouve de nombreuses confirmations dans les témoignages contemporains.
En 1814, il obtient le poste de premier violon dans l'orchestre de la cour de Munich, où il reste jusque vers 1820. À Munich, il eut plusieurs étudiants, dont Wilhelm Bernhard Molique, et rencontra Louis Spohr.
Il compose un certain nombre de pièces, dont les plus connues sont ses caprices.
De retour à Bergame, il succède à son grand-père comme premier violon de la l'orchestre de Sainte-Marie-Majeure et se consacre à l'enseignement à l'institut musical de la ville.

## Violon
Rovelli jouait sur un magnifique instrument de Guarneri del Gesù, fabriqué en 1742 et qui porte son nom. Paganini voulut en faire l’acquisition après la mort de Rovelli, mais la famille de ce dernier s’y opposa.
L'instrument a récemment été confié à la concertiste bulgare Liya Petrova.

## Œuvres (sélection)
- 6 Caprices pour violon seul, op. 3 (Vienne, 1820)
- 6 Caprices pour violon seul, op. 5 (Leipzig, 1822)
- Concerto pour violon
- Divers quatuors à cordes
- Divers variations et pots-pourris pour violon et piano